# David Bosshart
David Bosshart (* 1959) ist Trendforscher. Er ist Autor zahlreicher Publikationen. Von 1999 bis 2020 war er CEO des GDI Gottlieb Duttweiler Institute for Economic and Social Studies. Er ist Präsident der Gottlieb & Adele Duttweiler Stiftung und Inhaber von Bosshart & Partners.

## Leben
David Bosshart hat eine Ausbildung als Kaufmann, absolvierte die Ecole Supérieure de Commerce in Neuchâtel und schloss seine Studien an der Universität Zürich mit einer Promotion in politischer Philosophie bei Hermann Lübbe 1991 ab, dessen Assistent er auch war. Er arbeitete in der wissenschaftlichen Forschung, in der Lehre, in der Beratung und in Handelsunternehmen. 
Von 1999 bis 2020 war er 21 Jahre CEO des GDI Gottlieb Duttweiler Institute und Nachfolger von Hans Pestalozzi. Bosshart ist Autor von über 300 Fachartikeln und in zahlreichen Medien vertreten.
2011 erschien sein Buch The Age of Less – Die neue Wohlstandsformel der westlichen Welt, ein Plädoyer zum Umstieg ins Zeitalter der Genügsamkeit, besseren Konsum und neuen Wohlstand. Das Buch hat breites Medienecho erhalten.
David Bosshart war im Beirat der SIGNA Retail.

## Publikationen

### Bücher (Auswahl)
- The Age of Less. Die neue Wohlstandsformel der westlichen Welt. Murmann Verlag 2011, ISBN 978-3-86774-156-9
- Cheap. The Real Cost of the Global Trend for Bargains, Discounts & Consumer Choice. London u. Philadelphia Kogan Page 2006, ISBN 9780749449933 (auch in deutscher Sprache als Billig erhältlich)
- Die Zukunft des Konsums. Wie leben wir morgen? Düsseldorf ECON 1997, Koreanische Ausgabe 2004, ISBN 9783430114646
- Zus. mit Norbert Bolz: Kult-Marketing. Die Neuen Götter des Marktes. Düsseldorf ECON 1995, 1995, ISBN 9783430114332
- Politische Intellektualität und totalitäre Erfahrung. Berlin Duncker & Humblot 1992, ISBN 9783428073177
- Als Co-Autor: Toptrends. Metropolitan 1995, Taschenbuchausgabe 2000, ISBN 3896232401

### Aufsätze (Auswahl)
- Trendreport Basic. Megatrends and Countertrends for Business, Society, and Consumption. GDI-Study 2003. 70S. Autoren: David Bosshart and Karin Frick (auch in deutscher Sprache erhältlich)
- Radical Trends Guide. Die heimlichen Sehnsüchte der Konsum- und Dienstleistungsmärkte von morgen. GDI Studie Nr. 12. 64S. Autoren: David Bosshart, Karin Frick, Stefan Kaiser.
- The Age of Cheap. Why customers intend to pay less and less as prices become more important than ever. GDI Study No. 13. 76S. Authors: David Bosshart, José Luis Nueno, Daniel Staib. (auch in deutscher Sprache erhältlich)
- The Future of Leisure Travel. Trend Report for Kuoni. 2006. Autoren: David Bosshart, Karin Frick. 67 S. (auch in deutscher Sprache erhältlich)
- B.A.N.G: Die Zukunft der Evolution. Wie die Konvergenz der Spitzentechnologien den Menschen zum allmächtigen Schöpfer macht. Autoren: Norbert Bolz, David Bosshart, Gerd Folkers, Peter Wippermann, Stefan Kaiser. GDI Studie Nr. 27 2007
- European Food Trends Report. Perspektiven für Industrie, Handel und Gastronomie. Autoren: David Bosshart, Mirjam Hauser. GDI Studie Nr. 29 2008
- Discount forever. Wie sich das Erfolgsformat für die Zukunft rüstet. Autoren: David Bosshart, Martina Kühne. GDI Studie Nr. 30 2008
- European Food Trends Report: Science versus Romance. Autoren: David Bosshart, Christopher Muller, Mirjam Hauser. GDI Studie Nr. 32 2010.
- European Food Trends Report: Konsumentenfrühling – Beginn eines neuen Essbewusstsseins. Autoren: Mirjam Hauser, David Bosshart, Christopher Muller. GDI Studie Nr. 40 2013.
- Der nächste Luxus: Was uns in Zukunft lieb und teuer wird. Autoren: Martina Kühne, David Bosshart. GDI Studie Nr. 41 2014.
- Das nächste Bio: Die Zukunft des guten Konsums. Autoren: Bettina Höchli, Mirjam Hauser, David Bosshart. 2014.
- European Food Trends Report: Bits over Bites: Wie die Digitalisierung den Food-Konsum neu definiert. Autoren: Mirjam Hauser, David Bosshart, Bettina Höchli, Jaël Borek, Christopher Muller. GDI Studie Nr. 43 2015.